# Inge Poppe-Wühr
Inge Poppe-Wühr (* 29. Juli 1944 als Inge Ruppert; † 18. Juni 2021 in Passignano sul Trasimeno) war eine deutsche Buchhändlerin und Begründerin der Münchner Autorenbuchhandlung.

## Leben
Inge Poppe-Wühr wurde 1944 als Inge Ruppert geboren. Nach einer Ausbildung als Verlagsbuchhändlerin war sie als Mitarbeiterin im Hanser-Verlag für Auslandsrechte zuständig.
Anfang 1973 entwickelte sie die Idee zur Gründung einer von Autoren getragenen, genossenschaftlich organisierten Autorenbuchhandlung. 1973 gründete sie nach diesem Konzept mit ihrem späteren Ehemann, dem Schriftsteller Paul Wühr, und den Autoren und Verlagsmitarbeitern Martin Gregor-Dellin, Jürgen Kolbe, Michael Krüger, Fritz Arnold, Christoph Buggert, Günter Herburger, Tankred Dorst, Friedrich Pfäfflin und Peter Laemmle die Münchner Autorenbuchhandlung.
Inge Poppe-Wühr war ihre Geschäftsführerin und für das umfangreiche Lesungs- und Veranstaltungsprogramm der Autorenbuchhandlung verantwortlich, das stilprägend für die literarische Szene Münchens wurde.
1986 gab sie die Leitung der Autorenbuchhandlung ab und zog mit Paul Wühr nach Passignano sul Trasimeno in Italien. Für Wühr schrieb sie viele Manuskripte in Reinschrift. 2007 begründete sie mit ihrem Mann die Paul-Wühr-Gesellschaft. Sie war Herausgeberin des Paul Wühr Jahrbuchs.
2021 starb Inge Poppe-Wühr in Passignano. Sie ist auf dem Münchner Westfriedhof beerdigt.

## Ehrungen
Die Gemeinde Passignano ernannte sie zur Ehrenbürgerin.

## Schriften (Auswahl)
- mit Bernhard Albers (Hg.): Paul Wühr Jahrbuch 1998. Rimbaud, Aachen 1998.
- mit Bernhard Albers (Hg.): Paul Wühr Jahrbuch 1999. Rimbaud, Aachen 2001.
- mit Bernhard Albers (Hg.): Paul Wühr Jahrbuch 2002/2003. Rimbaud, Aachen 2005.